# سلب مسئولیت (مجموعه تلویزیونی)
سلب مسئولیت (انگلیسی: Disclaimer) یک مینی‌سریال دلهره‌آور روان‌شناختی آمریکایی به نویسندگی و کارگردانی آلفونسو کوارون است که بر اساس رمانی به همین نام اثر رنه نایت در سال ۲۰۲۴ ساخته شده است.

## فرضیه
یک روزنامه‌نگار مشهور تلویزیونی متوجه می‌شود که او یک شخصیت برجسته در رمانی است که رازی را آشکار می‌کند که سعی در پنهان آن داشته است.

## بازیگران
- کیت بلانشت در نقش کاترین ریونسکرافت، یک روزنامه‌نگار و مستندساز برنده جایزه
  - لیلا جرج در نقش کاترین ریونسکرافت جوان
- کوین کلاین در نقش استیون بریگستوک
- ساشا بارون کوهن در نقش رابرت ریونسکرافت
- کودی اسمیت-مک فی در نقش نیکولاس ریونسکرافت
- هویون جونگ در نقش کیم
- لوئیس پارتریج در نقش جاناتان بریگستوک
- لسلی منویل در نقش نانسی

## تولید
در دسامبر ۲۰۲۱ اعلام شد که اپل تی‌وی پلاس سفارش ساخت سریال را داده است که توسط آلفونسو کوارون نویسندگی و کارگردانی خواهد شد و کیت بلانشت و کوین کلاین در آن بازی خواهند کرد. امانوئل لوبزکی و برونو دلبونل به عنوان فیلمبرداران این سریال حضور خواهند داشت. در فوریه ۲۰۲۲، کودی اسمیت-مک فی به بازیگران پیوست در حالی که ساشا بارون کوهن برای ایفای نقش وارد مذاکره شد. کوهن ماه بعد تأیید می‌شود و هویون جونگ نیز به بازیگران اضافه می‌شود. در ماه مه، لوئیس پارتریج به بازیگران ملحق شد، و لسلی منویل ماه بعد ملحق شد. لیلا جورج در ماه اکتبر به گروه بازیگران اضافه شد.
فیلمبرداری سریال تا ژوئن ۲۰۲۲ در آرچ‌وی لندن آغاز شده بود.